# Escut de Sant Quirze de Besora
L'escut oficial de Sant Quirze de Besora té el següent blasonament:
Escut caironat truncat: 1r de gules, dues palmes d'or entrellaçades a la base de la tija; 2n de sable, tres pals d'argent. Per timbre, una corona mural de poble.

## Història

Escut aprovat el 1969

Va ser aprovat el 2 de setembre de 2010 i publicat al DOGC el 4 d'octubre del mateix any amb el número 5727.
L'escut representa dues palmes d'or, senyal tradicional i característic de la localitat, que ja s'utilitzava si més no entre 1845 i 1969 als segells municipals i que és l'atribut del martiri de sant Quirze i santa Julita, els patrons de la parròquia. A la part de sota hi figuren les armes dels Besora, antics senyors del poble.
Es tracta d'una adaptació als usos heràldics oficials de la Generalitat de Catalunya de l'escut aprovat el 1969 pel Ministeri de Governació mitjançant el decret 2.597/69 de 16 d'octubre. De fet el blasonament és el mateix, però s'adapta la forma de l'escut al caironat reglamentari per als municipis catalans i es timbra amb una corona mural de poble en comptes de la corona reial.